# Vale de Madeiros
Vale de Madeiros ist ein Dorf in Portugal. Es liegt zwischen den Flüssen Rio Dão und Rio Mondego, in der Weinbauregion Dão und der ebenso herkunftsgeschützten Käseregion des Queijo Serra da Estrela.
Armando Rodrigues de Sá (1926–1979) stammte von hier. Er wurde 1964 in Deutschland als millionster Gastarbeiter ausgezeichnet, worüber in der Folge vielfach berichtet wurde.

## Geschichte
Erstmals erwähnt wurde Vale de Madeiros 1196, in der Stadtrechtsurkunde von Canas de Senhorim. In den königlichen Erhebungen von 1527 wurde der Ort noch als Vall Madeyrus geführt, mit lediglich 18 Einwohnern.
Ein hier bestehendes Kloster (São João do Vale de Madeiros, in heutiger Schreibweise) wurde 1560 geschlossen. Die Capela de São João Baptista ist bis heute davon erhalten geblieben.

## Sehenswürdigkeiten und Kultur
Das Tourismusbüro der Kreisverwaltung Nelas führt das Dorf Vale de Madeiros als eines der Ziele in ihrem Flyer mit den Besucherrouten durch den Kreis.
Zu den Baudenkmälern des Dorfes zählen das alte Steinkreuz des Dorfes, und zwei kleine Kirchen, darunter die Capela de São João Baptista, die von dem 1560 geschlossenen Kloster erhalten geblieben ist. Auch einige kleinere Herrenhäuser befinden sich am Ort. In einem davon, der Quinta da Lagoa, wird heute eine Käsespezialität des Queijo Serra da Estrela hergestellt.
Zudem sind die zwei Steinbrunnen, Fonte da Bica und Fonte da Castanheira, zu nennen. Auch ein Miradouro mit Blick auf die Serra da Estrela ist im Dorf zu begehen.
Im Parque dos eucaliptos, einem kleinen Festplatz unter Eukalyptusbäumen im Dorf, finden die verschiedenen Feste von Vale de Madeiros statt. In der Region am bekanntesten ist dabei das Volkstanzfestival (Festival de folclore) im August.

## Verwaltung
Vale de Madeiros ist eine Ortschaft der Gemeinde Canas de Senhorim, im Kreis Nelas, Distrikt Viseu. Der Ort hat etwa 400 Einwohner.